# 송산마도 나들목
송산마도 나들목(Songsan-Mado IC)은 경기도 화성시 송산면 삼존리와 마도면 슬항리에 걸쳐 설치된 평택시흥고속도로의 3번 교차로, 수도권제2순환고속도로의 교차로이다. 나들목 진출입로는 송산면 봉가리와 접하고 있으며, 지방도 제322호선을 통해 송산면, 마도면, 남양읍, 서신면 및 대부도 등지로 진출할 수 있다. 건설 당시 가칭은 마도 나들목이었으나, 나들목 위치가 송산면과 걸쳐 있어 송산마도 나들목으로 변경되었다.

## 연혁
- 2008년 3월 28일 : 나들목 신설을 위해 화성시 도시계획시설 교통광장에 마도면 슬항리, 송산면 봉가리, 삼존리 일원을 마도 나들목으로 고시[1]
- 2009년 4월 28일 : 선형 변경으로 인해 화성시 도시계획시설 교통광장 면적 변경[2]
- 2013년 3월 28일 : 평택시흥고속도로 개통과 함께 송산마도 나들목으로 통행 개시[3]
- 2021년 9월 7일 : 수도권제2순환고속도로 구간으로 중복 지정[4]

## 구조물 정보
- 위치: 경기도 화성시 송산면 삼존리, 마도면 슬항리
- 영업소: 경기도 화성시 송산면 평택시흥고속도로 21
- 제2서해안고속도로㈜ 본사: 경기도 화성시 송산면 평택시흥고속도로 21

## 접속하는 도로
- 지방도 제322호선 (화성로)
- 간접 연결 : 지방도 제305호선 (송산로, 사강 교차로 이용)

## 교통량 정보
| 요금소            | 통행량 (대/일) | 통행량 (대/일) | 통행량 (대/일) | 통행량 (대/일) | 통행량 (대/일) | 통행량 (대/일) | 통행량 (대/일) | 각주  |
| 요금소            | 2013년         | 2014년         | 2015년         | 2016년         | 2017년         | 2018년         | 2019년         | 각주  |
| ----------------- | -------------- | -------------- | -------------- | -------------- | -------------- | -------------- | -------------- | ----- |
| 송산마도 (폐쇄식) | 8,882          | 10,694         | 2,332          | 2,771          | 3,058          | 3,191          | 3,307          | [ 5 ] |